# Armada Nacional Tunecina
La Armada Nacional de Túnez es el componente naval de las Fuerzas Armadas de Túnez. La Armada Nacional de Túnez es la marina de guerra de Túnez y uno de los componentes de las Fuerzas Armadas de Túnez.

## Historia
En 1956 el Protectorado francés de Túnez se independizó de Francia. La Armada tunecina fue fundada en 1958. La historia de la Armada tunecina hunde sus raíces en la historia de la flota cartaginesa, sus principales misiones son la soberanía y la defensa de los intereses nacionales; la seguridad y la protección marítimas; salvaguardar a las personas y a sus bienes; la protección del medio ambiente natural, los recursos y el patrimonio marino.

## Bases navales
La Armada Nacional de Túnez tiene cuatro bases navales principales: Bizerta, Kélibia, Sfax y La Goleta. Estas bases tienen la misión de albergar a las embarcaciones tunecinas y brindarles apoyo. Además de estas bases, existen diversas instalaciones repartidas por todo el territorio nacional.

## Comandos navales
Los comandos de la Armada Nacional de Túnez son combatientes de infantería de marina formados, entrenados y equipados para llevar a cabo unas operaciones muy específicas. Incluyen dos regimientos operativos, el 51.º y el 52.º, y una unidad de operaciones especiales llamada Grupo de Trabajo Marítimo de Operaciones Especiales (GTMOE).

## Buques

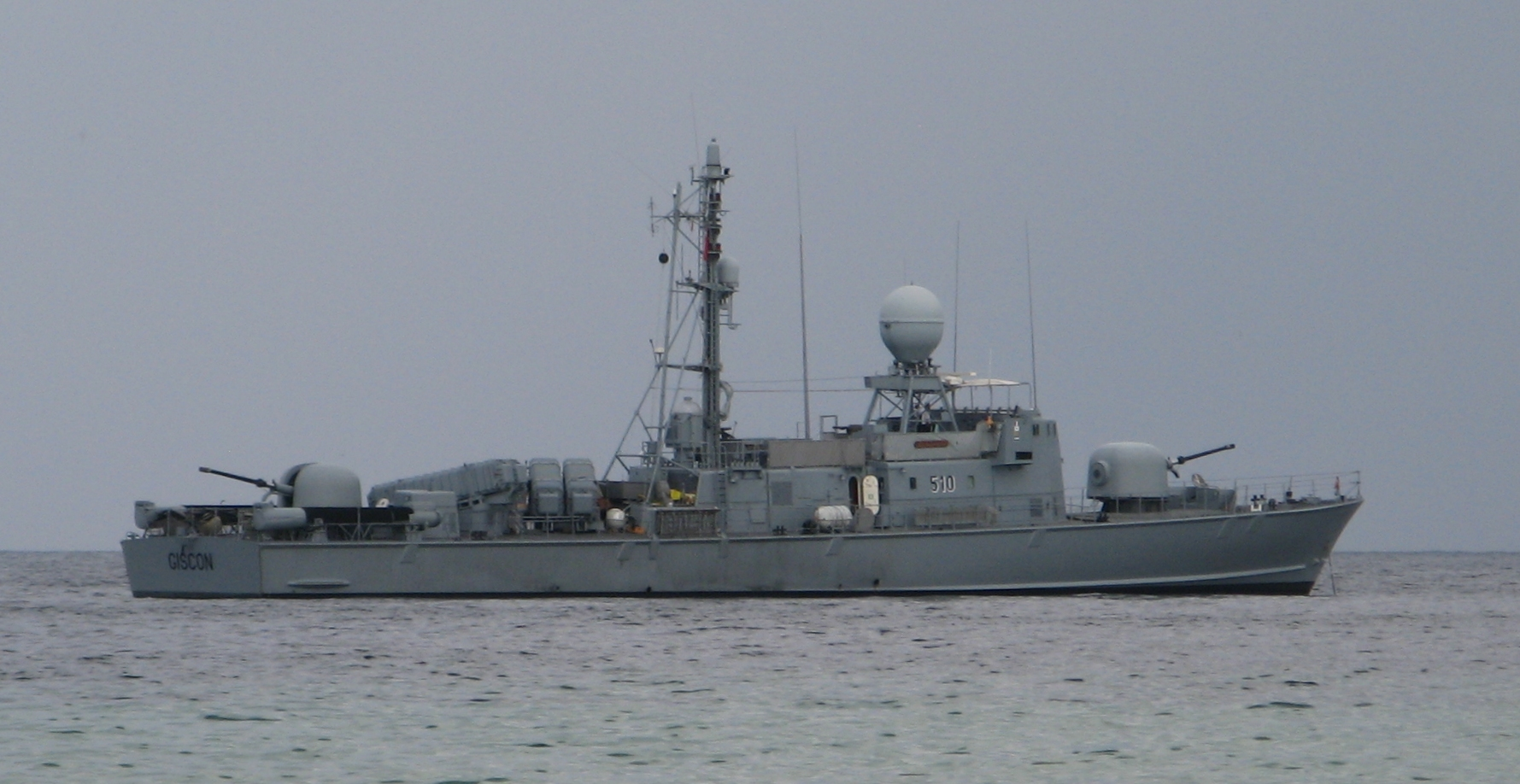
Barco lanzamisiles P510 Giscon.

En 2020, sus buques más grandes eran cuatro patrulleros oceánicos MSOPV 1400 de 72 metros de eslora, diseñados por el grupo holandés Damen. Estos buques fueron fabricados en el astillero naval de Galați, en Rumania.

## Rangos

### Suboficiales y marineros
| Grado militar       | Insignia | Rango OTAN |
| ------------------- | -------- | ---------- |
| Suboficial mayor    |          | OR-9       |
| Subteniente         |          | OR-8       |
| Brigada             |          | OR-7       |
| Sargento primero    |          | OR-6       |
| Sargento            |          | OR-5       |
| Cabo primero        |          | OR-4       |
| Cabo                |          | OR-3       |
| Marinero de primera |          | OR-2       |
| Marinero            |          | OR-1       |